# كاتي كار
كاتي كار (بالإنجليزية: Katie Carr)‏ هي عارضة وممثلة بريطانية، ولدت في 1973 بلندن في المملكة المتحدة.

## وصلات خارجية
- كاتي كار على موقع IMDb (الإنجليزية)
- كاتي كار على موقع ألو سيني (الفرنسية)
- كاتي كار على موقع أول موفي (الإنجليزية)
- كاتي كار على موقع قاعدة بيانات الأفلام السويدية (السويدية)
- كاتي كار على موقع قاعدة بيانات الفيلم (الإنجليزية)
- كاتي كار على موقع كينوبويسك (الروسية)